# Menzel Bouzelfa
Menzel Bouzelfa (in arabo منزل بوزلفة‎?) è una municipalità tunisina. Fa parte del governatorato di Nabeul.

## Economia
L'economia cittadina si basa sull'agricoltura, specialmente sulla produzione di arance, di cui il centro, assieme alla vicina Beni Khalled è il maggior produttore tunisino. Parte della produzione è destinata all'esportazione. Altre colture diffuse sono l'ulivo, i pomodori e la vite, introdotta dagli andalusi nel XVII secolo.